# NOVA (televisieprogramma)
NOVA was van 1992 tot 2010 een Nederlandse actualiteitenrubriek, aanvankelijk gemaakt door de VARA en de NOS, later door de VARA en de  NPS, in samenwerking met de NOS-rubriek Den Haag Vandaag. De naam NOVA is een acroniem van NOS en VARA, de  omroepen die het programma oorspronkelijk maakten. Daarnaast is het Latijn voor "nieuw".
Het programma werd als NOVA/Den Haag Vandaag uitgezonden op weekdagen, aanvankelijk op Nederland 3 maar later van 22.20 tot ± 22.45 uur en op zaterdag van 22.10 tot 22.35 uur op Nederland 2.

## Geschiedenis
NOVA ontstond op 28 september 1992 door de fusie van NOS-Laat en VARA's Achter het Nieuws en werd toen nog op Nederland 3 uitgezonden. Het was voor het eerst dat een actualiteitenrubriek zes dagen per week kon gaan uitzenden. Dat gaf een voordeel ten opzichte van de oude situatie, waarin de actualiteitenrubrieken door afzonderlijke omroepen werden gemaakt. NOVA kon dan ook breed uitpakken bij grote nieuwsontwikkelingen, zoals bij de Bijlmervliegramp in 1992 en de wateroverlast in 1994-1995. Het voorbeeld van de samenwerking op Nederland 3 werd door de andere zenders gevolgd. Zo ontstonden Netwerk op Nederland 1 en TweeVandaag op Nederland 2.
NOVA had een zelfstandige onderzoeksredactie, die regelmatig voor eigen nieuws zorgde. De onthulling van de CTSV-affaire, over het toezicht op de sociale uitkeringen, leidde in 1996 tot het aftreden van staatssecretaris Robin Linschoten.
In 2002 lekten plannen uit om van NOVA meer een praatprogramma te maken, naar het voorbeeld van Barend & Van Dorp op de commerciële zender RTL 4. De opzet van één presentator in een studio zou veranderd worden in duopresentatie met publiek in de studio. Een van de presentatieduo's zou bestaan uit Felix Rottenberg en Matthijs van Nieuwkerk. Zij maakten in de aanloop naar de verkiezingen van januari 2003 de succesvolle NOVA-reeks Nederland Kiest. De drie toenmalige presentatoren Rob Trip, Kees Driehuis en Margriet Vroomans waren niet op de hoogte van de plannen van hoofdredacteur Rik Rensen en meldden zich ziek. Als gevolg van de ontstane commotie gingen de plannen niet door. Rottenberg en Van Nieuwkerk namen ontslag in februari 2003, in april 2003 stapte ook Rensen op.
De laatste hoofdredacteur van NOVA was Carel Kuyl.
NOVA kwam nadrukkelijk in het nieuws bij de presentatie van de omroepplannen van staatssecretaris Medy van der Laan, van de D66, in juni 2005. Een onderdeel van die plannen was de opheffing van de NPS. De cultuur- en jeugdprogramma's zouden worden overgeheveld naar de NOS, en "opiniërende programma's" als NOVA zouden in het vervolg door de traditionele omroepen gemaakt moeten worden. Door het aftreden van de staatssecretaris in juni 2006 ging de behandeling van haar plan in de Tweede Kamer niet door.
In 2006 beëindigde de omroeporganisatie VPRO haar aandeel in de financiering van NOVA.
De nieuwe zenderindeling van het seizoen 2006-2007 betekende een verhuizing van Nederland 3 naar het voor achtergronden bestemde Nederland 2. Jeroen Pauw en Paul Witteman werden als presentator opgevolgd door Twan Huys en Joost Karhof.
Vanaf het seizoen 2008-2009 was Den Haag Vandaag niet langer een zelfstandig programmaonderdeel in de NOVA-uitzendingen. Voor de politieke berichtgeving bleef NOVA wel samenwerken met de Haagse redactie van de NOS.
Met ingang van het televisieseizoen 2010-2011 is NOVA opgegaan in het programma Nieuwsuur, waarin NPS en NOS zijn gaan samenwerken. Het uur bestaat uit nieuws, achtergronden en sportverslaggeving. De VARA neemt niet meer deel aan dit actualiteitenblok.

## Presentatoren

### NOVA
De centrale presentatie in Hilversum werd verzorgd door:
- Twan Huys
- Joost Karhof
- Clairy Polak
- Tom Kleijn

### Den Haag Vandaag
Den Haag Vandaag was een vast onderdeel in NOVA, verzorgd door de NOS. Dit onderdeel bevatte voornamelijk parlementaire verslagen en werd vanuit Den Haag gepresenteerd door Pim van Galen, Joost Karhof, Ferry Mingelen, tevens presentator van NOVA Politiek op vrijdag en eindredacteur, Wouke van Scherrenburg en Nynke de Zoeten.
In vroegere jaren was Den Haag Vandaag een zelfstandige rubriek in de programmering van de NOS om de ontwikkelingen in politiek-Den Haag te verslaan en te becommentariëren, alsmede fragmenten uit Kamerdebatten uit te zenden.

## Prijzen
Op 26 september 2006 kreeg de documentaire De jacht op de Taliban van NOVA, gemaakt door verslaggever Tom Kleijn en cameraman Joris Hentenaar een internationale Emmy Award.
In april 2007 werd de journalistieke jaarprijs De Tegel voor de beste achtergrondreportage van 2006 toegekend aan NOVA-verslaggeefster Judith Pennarts voor haar reportage over alcoholverslaving van jongeren. In 2008 won redacteur Monique Wijnans De Tegel voor haar achtergrondreportage De Ooggetuigen van de Decembermoorden in 2007.